# Falaise, Calvados
Falaise je naselje in občina v severozahodnem francoskem departmaju Calvados regije Spodnje Normandije. Leta 2006 je naselje imelo 8.475 prebivalcev.

## Geografija
Kraj se nahaja v pokrajini Normandiji ob reki Ante, 42 km jugovzhodno od središča regije Caena.

## Uprava
Falaise je sedež dveh kantonov:
- Kanton Falaise-jug (del občine Falaise, občine Damblainville, Eraines, Fresné-la-Mère, La Hoguette, Pertheville-Ners, Versainville in Villy-lez-Falaise: 9.854 prebivalcev),
- Kanton Falaise-sever (del občine Falaise, občine Aubigny, Bonnœil, Bons-Tassilly, Cordey, Le Détroit, Fourneaux-le-Val, Les Isles-Bardel, Leffard, Les Loges-Saulces, Martigny-sur-l'Ante, Le Mesnil-Villement, Noron-l'Abbaye, Pierrefitte-en-Cinglais, Pierrepont, Pont-d'Ouilly, Potigny, Rapilly, Saint-Germain-Langot, Saint-Martin-de-Mieux, Saint-Pierre-Canivet, Saint-Pierre-du-Bû, Soulangy, Soumont-Saint-Quentin, Tréprel, Ussy in Villers-Canivet: 10.520 prebivalcev).

Oba kantona sta sestavna dela okrožja Caen.

## Zgodovina
Falaise je rojstni kraj normanskega vojskovodje in angleškega kralja Viljema Osvajalca (1027-1087).
Leta 1174 je bil v Falaisu dosežen sporazum med angleškim kraljem Henrikom II. in škotskim kraljem Viljemom I., v katerem je moral slednji kot ujetnik v zameno za svojo prostost zapriseči zvestobo angleški kroni.
V času zavezniškega izkrcanja v Normandiji med drugo svetovno vojno se je v Falaiškem žepu odigrala odločilna bitka, s katero si je zavezniška vojska dokončno utrdila položaje za prevlado nad ozemljem Normandije. Pred samo osvojitvijo sta bili med zavezniškim bombardiranjem uničeni dve tretjini kraja, večinoma obnovljenega po vojni.

## Zanimivosti
- Château de Falaise, srednjeveški grad iz 12. do 13. stoletja, zgrajen na temeljih njegovega predhodnika, sedež normanskih vojvodov, od 1840 francoski zgodovinski spomenik,
- cerkev sv. Servacija, grajena v obdobju od 11. do 16. stoletja,
- romanski cerkvi sv. Lovrenca in Notre-Dame de Guibray iz 11. stoletja,
- cerkev sv. Trojice iz 13. stoletja,
- Muzej avgust 1944,
- Muzej André Lemaître, z zbirko 90 del francoskega slikarja.

## Pobratena mesta
- Alma (Quebec, Kanada),
- Bad Neustadt an der Saale (Bavarska, Nemčija),
- Cassino (Lacij, Italija),
- Henley-on-Thames (Anglija, Združeno kraljestvo).